# ヒューマンインタレスト記事
ヒューマンインタレスト記事 （ヒューマンインタレストきじ、英語: human-interest story）は、報道において、特定の人物や、特定の人々、あるいはペットなどについて、感情に訴えるような書き方で取り上げるフィーチャー記事。こうした記事や放送番組は、取り上げられた人々と、彼らが抱えている問題、懸念、達成した業績について、聴取者、視聴者に興味や共感、動機づけをもたらす。ヒューマンインタレスト記事は、いわゆる「ソフト・ニュース (soft news)」の一形態である。
ヒューマンインタレスト記事は、出来事、組織、なかなか人の顔が見えない歴史的事象などについての「記事の裏面を捉えた記事 (the story behind the story)」であり、例えば、戦時下におけるひとりの兵士の生活を取り上げたものや、自然災害を生き延びた被災者へのインタビュー、思いがけない親切な行動、生涯を通して業績によって知られた人物の人物像などがある。『American Behavioral Scientist』誌に掲載された論文によれば、ヒューマンインタレスト記事は、国によって頻度は異なるものの、不法移民を取り上げたニュースで比較的頻繁に用いられているとされる。ヒューマンインタレストによるフィーチャー記事/番組は、多くの場合、エバーグリーンのコンテンツであり、十分な時間的余裕を持って事前に作成することができ、また、再放送もしやすく、長期休暇の時期やニュースが少ない時期に使いやすい。
ヒューマンインタレスト記事/番組は、しばしば「ソフトな」ニュースだとして、あるいは、印象操作的であるとして批判されることがあり、扇情主義的な番組だとされることもある。大きなヒューマンインタレスト記事/番組は、情報の提供とともに、読書や視聴者の歓心を買うことを狙っている。このジャンルの初期の開拓者のひとりであった テリー・モリスは、「自分が得られた事実には十分に配慮を尽くす (considerable license with the facts that are given to me)」と述べていた。